# Torneo Apertura 2019 (Bolivia) - Detalles de resultados
En este anexo están en detalle los partidos de cada fecha. La tabla resumida está en el artículo principal del Torneo Apertura.

## Partidos
Nota: Los horarios y partidos de televisión se definen la semana previa a cada jornada.
- La hora de cada encuentro corresponde al huso horario que rige a Bolivia (UTC-4).

### Primera Rueda

#### Fecha 1
| 19 de enero de 2019, 15:00 | Sport Boys         | 1:1 (1:0) | Always Ready         | Samuel Vaca Jiménez, Warnes |                           |
|                            | Martín Prost 45+3' | Reporte   | 64' William Ferreira | Árbitro(s): Nelson Barros   | Árbitro(s): Nelson Barros |

| 19 de enero de 2019, 17:15 | Real Potosí                                                    | 3:1 (1:1) | Guabirá             | Víctor Agustín Ugarte, Potosí |                         |
|                            | Carlos Tordoya 20' · Aldo Gallardo 49' · Maximiliano Gómez 81' | Reporte   | 36' Marcelo Aguirre | Árbitro(s): Raúl Orosco       | Árbitro(s): Raúl Orosco |

| Uniformes | Uniformes |
| --------- | --------- |
|           |           |

| 20 de enero de 2019, 19:30 | The Strongest       | 2:1 (1:0) | Aurora                              | Hernando Siles, La Paz  |                         |
|                            | Marvin Bejarano 81' | Reporte   | 13' José Fleitas · 67' Luis Barbosa | Árbitro(s): José Jordán | Árbitro(s): José Jordán |

| Uniformes | Uniformes |
| --------- | --------- |
|           |           |

| 20 de enero de 2019, 15:00 | Destroyers    | 1:0 (1:0) | Blooming | Ramón Aguilera Costas, Santa Cruz de la Sierra |                        |
|                            | Diego Paz 45' | Reporte   |          | Árbitro(s): Ivo Méndez                         | Árbitro(s): Ivo Méndez |

| Uniformes | Uniformes |
| --------- | --------- |
|           |           |

| 19 de enero de 2019, 17:15 | San José                                   | 2:2 (1:1) | Nacional Potosí                            | Jesús Bermúdez, Oruro   |                         |
|                            | Rodrigo Ramallo 28' · Edemir Rodríguez 86' | Reporte   | 35' Vladimir Castellón · 80' Martín Galain | Árbitro(s): Luis Irusta | Árbitro(s): Luis Irusta |

| Uniformes | Uniformes |
| --------- | --------- |
|           |           |

| 20 de enero de 2019, 17:15 | Jorge Wilstermann | 0:2 (0:0) | Bolívar                 | Félix Capriles, Cochabamba     |                                |
|                            |                   | Reporte   | 78' 81' Marcos Riquelme | Árbitro(s): Alejandro Mancilla | Árbitro(s): Alejandro Mancilla |

| Uniformes | Uniformes |
| --------- | --------- |
|           |           |

| 20 de enero de 2019, 19:30 | Oriente Petrolero | 1:1 (0:1) | Royal Pari           | Ramón Aguilera Costas, Santa Cruz de la Sierra |                               |
|                            | José Castillo 62' | Reporte   | 28' Ricardo Orihuela | Árbitro(s): Juan Nelio García                  | Árbitro(s): Juan Nelio García |

| Uniformes | Uniformes |
| --------- | --------- |
|           |           |

#### Fecha 2
| 26 de enero de 2019, 15:00 | Always Ready                           | 2:2 (1:0) | Jorge Wilstermann                         | Villa Ingenio, El Alto      |                             |
|                            | Jorge Cuéllar 33' · Marcos Ovejero 55' | Reporte   | 64' Ricardo Pedriel · 71' Cristian Chávez | Árbitro(s): Rafael Subirana | Árbitro(s): Rafael Subirana |

| Uniformes | Uniformes |
| --------- | --------- |
|           |           |

| 26 de enero de 2019, 15:00 | Guabirá | 0:0     | Nacional Potosí | Gilberto Parada, Montero |                         |
|                            |         | Reporte |                 | Árbitro(s): Gado Flores  | Árbitro(s): Gado Flores |

| Uniformes | Uniformes |
| --------- | --------- |
|           |           |

| 26 de enero de 2019, 17:15 | Royal Pari                                                                | 5:0 (2:0) | The Strongest | Ramón Aguilera Costas, Santa Cruz de la Sierra |                        |
|                            | Diego Rivero 24' · John Jairo Mosquera 35' 75' · Cristian Machado 64' 85' | Reporte   |               | Árbitro(s): Edson Ríos                         | Árbitro(s): Edson Ríos |

| Uniformes | Uniformes |
| --------- | --------- |
|           |           |

| 26 de enero de 2019, 20:00 | Bolívar                                      | 2:0 (0:0) | Destroyers | Hernando Siles, La Paz     |                            |
|                            | Marcos Riquelme 61' · Jorge Pereyra Díaz 71' | Reporte   |            | Árbitro(s): Víctor Hurtado | Árbitro(s): Víctor Hurtado |

| Uniformes | Uniformes |
| --------- | --------- |
|           |           |

| 27 de enero de 2019, 15:00 | Real Potosí           | 1:1 (1:0) | Oriente Petrolero    | Víctor Agustín Ugarte, Potosí |                             |
|                            | Maximiliano Gómez 19' | Reporte   | 90+1' Cleider Alzáte | Árbitro(s): Fernando Toledo   | Árbitro(s): Fernando Toledo |

| Uniformes | Uniformes |
| --------- | --------- |
|           |           |

| 27 de enero de 2019, 17:15 | Aurora | 0:2 (0:0) | Sport Boys                                   | Félix Capriles, Cochabamba |                          |
|                            |        | Reporte   | 73' Gilberto Fortunato · 90+2' Gabriel Solíz | Árbitro(s): Jordy Alemán   | Árbitro(s): Jordy Alemán |

| Uniformes | Uniformes |
| --------- | --------- |
|           |           |

| 27 de enero de 2018, 19:30 | Blooming                                                                               | 5:1 (3:1) | San José         | Ramón Aguilera Costas, Santa Cruz de la Sierra |                              |
|                            | Rafael Barros 2' 44' · Rafael Allan Mollercke 21' · José Vargas 67' · Kevin Farell 77' | Reporte   | 33' Didi Torrico | Árbitro(s): Orlando Quintana                   | Árbitro(s): Orlando Quintana |

| Uniformes | Uniformes |
| --------- | --------- |
|           |           |

#### Fecha 3
| TBA de 2018, 00:00 |  | vs. |  |             |  |
|                    |  |     |  | Árbitro(s): |  |

| Uniformes | Uniformes |
| --------- | --------- |
|           |           |

| TBA de 2018, 00:00 |  | vs. |  |             |  |
|                    |  |     |  | Árbitro(s): |  |

| Uniformes | Uniformes |
| --------- | --------- |
|           |           |

| TBA de 2018, 00:00 |  | vs. |  |             |  |
|                    |  |     |  | Árbitro(s): |  |

| Uniformes | Uniformes |
| --------- | --------- |
|           |           |

| TBA de 2018, 00:00 |  | vs. |  |             |  |
|                    |  |     |  | Árbitro(s): |  |

| Uniformes | Uniformes |
| --------- | --------- |
|           |           |

| TBA de 2018, 00:00 |  | vs. |  |             |  |
|                    |  |     |  | Árbitro(s): |  |

| Uniformes | Uniformes |
| --------- | --------- |
|           |           |

| TBA de 2018, 00:00 |  | vs. |  |             |  |
|                    |  |     |  | Árbitro(s): |  |

| Uniformes | Uniformes |
| --------- | --------- |
|           |           |

| TBA de 2018, 00:00 |  | vs. |  |             |  |
|                    |  |     |  | Árbitro(s): |  |

| Uniformes | Uniformes |
| --------- | --------- |
|           |           |

#### Fecha 4
| TBA de 2018, 00:00 |  | vs. |  |             |  |
|                    |  |     |  | Árbitro(s): |  |

| Uniformes | Uniformes |
| --------- | --------- |
|           |           |

| TBA de 2018, 00:00 |  | vs. |  |             |  |
|                    |  |     |  | Árbitro(s): |  |

| Uniformes | Uniformes |
| --------- | --------- |
|           |           |

| TBA de 2018, 00:00 |  | vs. |  |             |  |
|                    |  |     |  | Árbitro(s): |  |

| Uniformes | Uniformes |
| --------- | --------- |
|           |           |

| TBA de 2018, 00:00 |  | vs. |  |             |  |
|                    |  |     |  | Árbitro(s): |  |

| Uniformes | Uniformes |
| --------- | --------- |
|           |           |

| TBA de 2018, 00:00 |  | vs. |  |             |  |
|                    |  |     |  | Árbitro(s): |  |

| Uniformes | Uniformes |
| --------- | --------- |
|           |           |

| TBA de 2018, 00:00 |  | vs. |  |             |  |
|                    |  |     |  | Árbitro(s): |  |

| Uniformes | Uniformes |
| --------- | --------- |
|           |           |

| TBA de 2018, 00:00 |  | vs. |  |             |  |
|                    |  |     |  | Árbitro(s): |  |

| Uniformes | Uniformes |
| --------- | --------- |
|           |           |

#### Fecha 5
| TBA de 2018, 00:00 |  | vs. |  |             |  |
|                    |  |     |  | Árbitro(s): |  |

| Uniformes | Uniformes |
| --------- | --------- |
|           |           |

| TBA de 2018, 00:00 |  | vs. |  |             |  |
|                    |  |     |  | Árbitro(s): |  |

| Uniformes | Uniformes |
| --------- | --------- |
|           |           |

| TBA de 2018, 00:00 |  | vs. |  |             |  |
|                    |  |     |  | Árbitro(s): |  |

| Uniformes | Uniformes |
| --------- | --------- |
|           |           |

| TBA de 2018, 00:00 |  | vs. |  |             |  |
|                    |  |     |  | Árbitro(s): |  |

| Uniformes | Uniformes |
| --------- | --------- |
|           |           |

| TBA de 2018, 00:00 |  | vs. |  |             |  |
|                    |  |     |  | Árbitro(s): |  |

| Uniformes | Uniformes |
| --------- | --------- |
|           |           |

| TBA de 2018, 00:00 |  | vs. |  |             |  |
|                    |  |     |  | Árbitro(s): |  |

| Uniformes | Uniformes |
| --------- | --------- |
|           |           |

| TBA de 2018, 00:00 |  | vs. |  |             |  |
|                    |  |     |  | Árbitro(s): |  |

| Uniformes | Uniformes |
| --------- | --------- |
|           |           |

#### Fecha 6
| TBA de 2018, 00:00 |  | vs. |  |             |  |
|                    |  |     |  | Árbitro(s): |  |

| Uniformes | Uniformes |
| --------- | --------- |
|           |           |

| TBA de 2018, 00:00 |  | vs. |  |             |  |
|                    |  |     |  | Árbitro(s): |  |

| Uniformes | Uniformes |
| --------- | --------- |
|           |           |

| TBA de 2018, 00:00 |  | vs. |  |             |  |
|                    |  |     |  | Árbitro(s): |  |

| Uniformes | Uniformes |
| --------- | --------- |
|           |           |

| TBA de 2018, 00:00 |  | vs. |  |             |  |
|                    |  |     |  | Árbitro(s): |  |

| Uniformes | Uniformes |
| --------- | --------- |
|           |           |

| TBA de 2018, 00:00 |  | vs. |  |             |  |
|                    |  |     |  | Árbitro(s): |  |

| Uniformes | Uniformes |
| --------- | --------- |
|           |           |

| TBA de 2018, 00:00 |  | vs. |  |             |  |
|                    |  |     |  | Árbitro(s): |  |

| Uniformes | Uniformes |
| --------- | --------- |
|           |           |

| TBA de 2018, 00:00 |  | vs. |  |             |  |
|                    |  |     |  | Árbitro(s): |  |

| Uniformes | Uniformes |
| --------- | --------- |
|           |           |

#### Fecha 7
| TBA de 2018, 00:00 |  | vs. |  |             |  |
|                    |  |     |  | Árbitro(s): |  |

| Uniformes | Uniformes |
| --------- | --------- |
|           |           |

| TBA de 2018, 00:00 |  | vs. |  |             |  |
|                    |  |     |  | Árbitro(s): |  |

| Uniformes | Uniformes |
| --------- | --------- |
|           |           |

| TBA de 2018, 00:00 |  | vs. |  |             |  |
|                    |  |     |  | Árbitro(s): |  |

| Uniformes | Uniformes |
| --------- | --------- |
|           |           |

| TBA de 2018, 00:00 |  | vs. |  |             |  |
|                    |  |     |  | Árbitro(s): |  |

| Uniformes | Uniformes |
| --------- | --------- |
|           |           |

| TBA de 2018, 00:00 |  | vs. |  |             |  |
|                    |  |     |  | Árbitro(s): |  |

| Uniformes | Uniformes |
| --------- | --------- |
|           |           |

| TBA de 2018, 00:00 |  | vs. |  |             |  |
|                    |  |     |  | Árbitro(s): |  |

| Uniformes | Uniformes |
| --------- | --------- |
|           |           |

| TBA de 2018, 00:00 |  | vs. |  |             |  |
|                    |  |     |  | Árbitro(s): |  |

| Uniformes | Uniformes |
| --------- | --------- |
|           |           |

#### Fecha 8
| TBA de 2018, 00:00 |  | vs. |  |             |  |
|                    |  |     |  | Árbitro(s): |  |

| Uniformes | Uniformes |
| --------- | --------- |
|           |           |

| TBA de 2018, 00:00 |  | vs. |  |             |  |
|                    |  |     |  | Árbitro(s): |  |

| Uniformes | Uniformes |
| --------- | --------- |
|           |           |

| TBA de 2018, 00:00 |  | vs. |  |             |  |
|                    |  |     |  | Árbitro(s): |  |

| Uniformes | Uniformes |
| --------- | --------- |
|           |           |

| TBA de 2018, 00:00 |  | vs. |  |             |  |
|                    |  |     |  | Árbitro(s): |  |

| Uniformes | Uniformes |
| --------- | --------- |
|           |           |

| TBA de 2018, 00:00 |  | vs. |  |             |  |
|                    |  |     |  | Árbitro(s): |  |

| Uniformes | Uniformes |
| --------- | --------- |
|           |           |

| TBA de 2018, 00:00 |  | vs. |  |             |  |
|                    |  |     |  | Árbitro(s): |  |

| Uniformes | Uniformes |
| --------- | --------- |
|           |           |

| TBA de 2018, 00:00 |  | vs. |  |             |  |
|                    |  |     |  | Árbitro(s): |  |

| Uniformes | Uniformes |
| --------- | --------- |
|           |           |

#### Fecha 9
| TBA de 2018, 00:00 |  | vs. |  |             |  |
|                    |  |     |  | Árbitro(s): |  |

| Uniformes | Uniformes |
| --------- | --------- |
|           |           |

| TBA de 2018, 00:00 |  | vs. |  |             |  |
|                    |  |     |  | Árbitro(s): |  |

| Uniformes | Uniformes |
| --------- | --------- |
|           |           |

| TBA de 2018, 00:00 |  | vs. |  |             |  |
|                    |  |     |  | Árbitro(s): |  |

| Uniformes | Uniformes |
| --------- | --------- |
|           |           |

| TBA de 2018, 00:00 |  | vs. |  |             |  |
|                    |  |     |  | Árbitro(s): |  |

| Uniformes | Uniformes |
| --------- | --------- |
|           |           |

| TBA de 2018, 00:00 |  | vs. |  |             |  |
|                    |  |     |  | Árbitro(s): |  |

| Uniformes | Uniformes |
| --------- | --------- |
|           |           |

| TBA de 2018, 00:00 |  | vs. |  |             |  |
|                    |  |     |  | Árbitro(s): |  |

| Uniformes | Uniformes |
| --------- | --------- |
|           |           |

| TBA de 2018, 00:00 |  | vs. |  |             |  |
|                    |  |     |  | Árbitro(s): |  |

| Uniformes | Uniformes |
| --------- | --------- |
|           |           |

#### Fecha 10
| TBA de 2018, 00:00 |  | vs. |  |             |  |
|                    |  |     |  | Árbitro(s): |  |

| Uniformes | Uniformes |
| --------- | --------- |
|           |           |

| TBA de 2018, 00:00 |  | vs. |  |             |  |
|                    |  |     |  | Árbitro(s): |  |

| Uniformes | Uniformes |
| --------- | --------- |
|           |           |

| TBA de 2018, 00:00 |  | vs. |  |             |  |
|                    |  |     |  | Árbitro(s): |  |

| Uniformes | Uniformes |
| --------- | --------- |
|           |           |

| TBA de 2018, 00:00 |  | vs. |  |             |  |
|                    |  |     |  | Árbitro(s): |  |

| Uniformes | Uniformes |
| --------- | --------- |
|           |           |

| TBA de 2018, 00:00 |  | vs. |  |             |  |
|                    |  |     |  | Árbitro(s): |  |

| Uniformes | Uniformes |
| --------- | --------- |
|           |           |

| TBA de 2018, 00:00 |  | vs. |  |             |  |
|                    |  |     |  | Árbitro(s): |  |

| Uniformes | Uniformes |
| --------- | --------- |
|           |           |

| TBA de 2018, 00:00 |  | vs. |  |             |  |
|                    |  |     |  | Árbitro(s): |  |

| Uniformes | Uniformes |
| --------- | --------- |
|           |           |

#### Fecha 11
| TBA de 2018, 00:00 |  | vs. |  |             |  |
|                    |  |     |  | Árbitro(s): |  |

| Uniformes | Uniformes |
| --------- | --------- |
|           |           |

| TBA de 2018, 00:00 |  | vs. |  |             |  |
|                    |  |     |  | Árbitro(s): |  |

| Uniformes | Uniformes |
| --------- | --------- |
|           |           |

| TBA de 2018, 00:00 |  | vs. |  |             |  |
|                    |  |     |  | Árbitro(s): |  |

| Uniformes | Uniformes |
| --------- | --------- |
|           |           |

| TBA de 2018, 00:00 |  | vs. |  |             |  |
|                    |  |     |  | Árbitro(s): |  |

| Uniformes | Uniformes |
| --------- | --------- |
|           |           |

| TBA de 2018, 00:00 |  | vs. |  |             |  |
|                    |  |     |  | Árbitro(s): |  |

| Uniformes | Uniformes |
| --------- | --------- |
|           |           |

| TBA de 2018, 00:00 |  | vs. |  |             |  |
|                    |  |     |  | Árbitro(s): |  |

| Uniformes | Uniformes |
| --------- | --------- |
|           |           |

| TBA de 2018, 00:00 |  | vs. |  |             |  |
|                    |  |     |  | Árbitro(s): |  |

| Uniformes | Uniformes |
| --------- | --------- |
|           |           |

#### Fecha 12
| TBA de 2018, 00:00 |  | vs. |  |             |  |
|                    |  |     |  | Árbitro(s): |  |

| Uniformes | Uniformes |
| --------- | --------- |
|           |           |

| TBA de 2018, 00:00 |  | vs. |  |             |  |
|                    |  |     |  | Árbitro(s): |  |

| Uniformes | Uniformes |
| --------- | --------- |
|           |           |

| TBA de 2018, 00:00 |  | vs. |  |             |  |
|                    |  |     |  | Árbitro(s): |  |

| Uniformes | Uniformes |
| --------- | --------- |
|           |           |

| TBA de 2018, 00:00 |  | vs. |  |             |  |
|                    |  |     |  | Árbitro(s): |  |

| Uniformes | Uniformes |
| --------- | --------- |
|           |           |

| TBA de 2018, 00:00 |  | vs. |  |             |  |
|                    |  |     |  | Árbitro(s): |  |

| Uniformes | Uniformes |
| --------- | --------- |
|           |           |

| TBA de 2018, 00:00 |  | vs. |  |             |  |
|                    |  |     |  | Árbitro(s): |  |

| Uniformes | Uniformes |
| --------- | --------- |
|           |           |

| TBA de 2018, 00:00 |  | vs. |  |             |  |
|                    |  |     |  | Árbitro(s): |  |

| Uniformes | Uniformes |
| --------- | --------- |
|           |           |

#### Fecha 13
| TBA de 2018, 00:00 |  | vs. |  |             |  |
|                    |  |     |  | Árbitro(s): |  |

| Uniformes | Uniformes |
| --------- | --------- |
|           |           |

| TBA de 2018, 00:00 |  | vs. |  |             |  |
|                    |  |     |  | Árbitro(s): |  |

| Uniformes | Uniformes |
| --------- | --------- |
|           |           |

| TBA de 2018, 00:00 |  | vs. |  |             |  |
|                    |  |     |  | Árbitro(s): |  |

| Uniformes | Uniformes |
| --------- | --------- |
|           |           |

| TBA de 2018, 00:00 |  | vs. |  |             |  |
|                    |  |     |  | Árbitro(s): |  |

| Uniformes | Uniformes |
| --------- | --------- |
|           |           |

| TBA de 2018, 00:00 |  | vs. |  |             |  |
|                    |  |     |  | Árbitro(s): |  |

| Uniformes | Uniformes |
| --------- | --------- |
|           |           |

| TBA de 2018, 00:00 |  | vs. |  |             |  |
|                    |  |     |  | Árbitro(s): |  |

| Uniformes | Uniformes |
| --------- | --------- |
|           |           |

| TBA de 2018, 00:00 |  | vs. |  |             |  |
|                    |  |     |  | Árbitro(s): |  |

| Uniformes | Uniformes |
| --------- | --------- |
|           |           |

### Segunda Rueda

#### Fecha 14
| TBA de 2018, 00:00 |  | vs. |  |             |  |
|                    |  |     |  | Árbitro(s): |  |

| Uniformes | Uniformes |
| --------- | --------- |
|           |           |

| TBA de 2018, 00:00 |  | vs. |  |             |  |
|                    |  |     |  | Árbitro(s): |  |

| Uniformes | Uniformes |
| --------- | --------- |
|           |           |

| TBA de 2018, 00:00 |  | vs. |  |             |  |
|                    |  |     |  | Árbitro(s): |  |

| Uniformes | Uniformes |
| --------- | --------- |
|           |           |

| TBA de 2018, 00:00 |  | vs. |  |             |  |
|                    |  |     |  | Árbitro(s): |  |

| Uniformes | Uniformes |
| --------- | --------- |
|           |           |

| TBA de 2018, 00:00 |  | vs. |  |             |  |
|                    |  |     |  | Árbitro(s): |  |

| Uniformes | Uniformes |
| --------- | --------- |
|           |           |

| TBA de 2018, 00:00 |  | vs. |  |             |  |
|                    |  |     |  | Árbitro(s): |  |

| Uniformes | Uniformes |
| --------- | --------- |
|           |           |

| TBA de 2018, 00:00 |  | vs. |  |             |  |
|                    |  |     |  | Árbitro(s): |  |

| Uniformes | Uniformes |
| --------- | --------- |
|           |           |

#### Fecha 15
| TBA de 2018, 00:00 |  | vs. |  |             |  |
|                    |  |     |  | Árbitro(s): |  |

| Uniformes | Uniformes |
| --------- | --------- |
|           |           |

| TBA de 2018, 00:00 |  | vs. |  |             |  |
|                    |  |     |  | Árbitro(s): |  |

| Uniformes | Uniformes |
| --------- | --------- |
|           |           |

| TBA de 2018, 00:00 |  | vs. |  |             |  |
|                    |  |     |  | Árbitro(s): |  |

| Uniformes | Uniformes |
| --------- | --------- |
|           |           |

| TBA de 2018, 00:00 |  | vs. |  |             |  |
|                    |  |     |  | Árbitro(s): |  |

| Uniformes | Uniformes |
| --------- | --------- |
|           |           |

| TBA de 2018, 00:00 |  | vs. |  |             |  |
|                    |  |     |  | Árbitro(s): |  |

| Uniformes | Uniformes |
| --------- | --------- |
|           |           |

| TBA de 2018, 00:00 |  | vs. |  |             |  |
|                    |  |     |  | Árbitro(s): |  |

| Uniformes | Uniformes |
| --------- | --------- |
|           |           |

| TBA de 2018, 00:00 |  | vs. |  |             |  |
|                    |  |     |  | Árbitro(s): |  |

| Uniformes | Uniformes |
| --------- | --------- |
|           |           |

#### Fecha 16
| TBA de 2018, 00:00 |  | vs. |  |             |  |
|                    |  |     |  | Árbitro(s): |  |

| Uniformes | Uniformes |
| --------- | --------- |
|           |           |

| TBA de 2018, 00:00 |  | vs. |  |             |  |
|                    |  |     |  | Árbitro(s): |  |

| Uniformes | Uniformes |
| --------- | --------- |
|           |           |

| TBA de 2018, 00:00 |  | vs. |  |             |  |
|                    |  |     |  | Árbitro(s): |  |

| Uniformes | Uniformes |
| --------- | --------- |
|           |           |

| TBA de 2018, 00:00 |  | vs. |  |             |  |
|                    |  |     |  | Árbitro(s): |  |

| Uniformes | Uniformes |
| --------- | --------- |
|           |           |

| TBA de 2018, 00:00 |  | vs. |  |             |  |
|                    |  |     |  | Árbitro(s): |  |

| Uniformes | Uniformes |
| --------- | --------- |
|           |           |

| TBA de 2018, 00:00 |  | vs. |  |             |  |
|                    |  |     |  | Árbitro(s): |  |

| Uniformes | Uniformes |
| --------- | --------- |
|           |           |

| TBA de 2018, 00:00 |  | vs. |  |             |  |
|                    |  |     |  | Árbitro(s): |  |

| Uniformes | Uniformes |
| --------- | --------- |
|           |           |

#### Fecha 17
| TBA de 2018, 00:00 |  | vs. |  |             |  |
|                    |  |     |  | Árbitro(s): |  |

| Uniformes | Uniformes |
| --------- | --------- |
|           |           |

| TBA de 2018, 00:00 |  | vs. |  |             |  |
|                    |  |     |  | Árbitro(s): |  |

| Uniformes | Uniformes |
| --------- | --------- |
|           |           |

| TBA de 2018, 00:00 |  | vs. |  |             |  |
|                    |  |     |  | Árbitro(s): |  |

| Uniformes | Uniformes |
| --------- | --------- |
|           |           |

| TBA de 2018, 00:00 |  | vs. |  |             |  |
|                    |  |     |  | Árbitro(s): |  |

| Uniformes | Uniformes |
| --------- | --------- |
|           |           |

| TBA de 2018, 00:00 |  | vs. |  |             |  |
|                    |  |     |  | Árbitro(s): |  |

| Uniformes | Uniformes |
| --------- | --------- |
|           |           |

| TBA de 2018, 00:00 |  | vs. |  |             |  |
|                    |  |     |  | Árbitro(s): |  |

| Uniformes | Uniformes |
| --------- | --------- |
|           |           |

| TBA de 2018, 00:00 |  | vs. |  |             |  |
|                    |  |     |  | Árbitro(s): |  |

| Uniformes | Uniformes |
| --------- | --------- |
|           |           |

#### Fecha 18
| TBA de 2018, 00:00 |  | vs. |  |             |  |
|                    |  |     |  | Árbitro(s): |  |

| Uniformes | Uniformes |
| --------- | --------- |
|           |           |

| TBA de 2018, 00:00 |  | vs. |  |             |  |
|                    |  |     |  | Árbitro(s): |  |

| Uniformes | Uniformes |
| --------- | --------- |
|           |           |

| TBA de 2018, 00:00 |  | vs. |  |             |  |
|                    |  |     |  | Árbitro(s): |  |

| Uniformes | Uniformes |
| --------- | --------- |
|           |           |

| TBA de 2018, 00:00 |  | vs. |  |             |  |
|                    |  |     |  | Árbitro(s): |  |

| Uniformes | Uniformes |
| --------- | --------- |
|           |           |

| TBA de 2018, 00:00 |  | vs. |  |             |  |
|                    |  |     |  | Árbitro(s): |  |

| Uniformes | Uniformes |
| --------- | --------- |
|           |           |

| TBA de 2018, 00:00 |  | vs. |  |             |  |
|                    |  |     |  | Árbitro(s): |  |

| Uniformes | Uniformes |
| --------- | --------- |
|           |           |

| TBA de 2018, 00:00 |  | vs. |  |             |  |
|                    |  |     |  | Árbitro(s): |  |

| Uniformes | Uniformes |
| --------- | --------- |
|           |           |

#### Fecha 19
| TBA de 2018, 00:00 |  | vs. |  |             |  |
|                    |  |     |  | Árbitro(s): |  |

| Uniformes | Uniformes |
| --------- | --------- |
|           |           |

| TBA de 2018, 00:00 |  | vs. |  |             |  |
|                    |  |     |  | Árbitro(s): |  |

| Uniformes | Uniformes |
| --------- | --------- |
|           |           |

| TBA de 2018, 00:00 |  | vs. |  |             |  |
|                    |  |     |  | Árbitro(s): |  |

| Uniformes | Uniformes |
| --------- | --------- |
|           |           |

| TBA de 2018, 00:00 |  | vs. |  |             |  |
|                    |  |     |  | Árbitro(s): |  |

| Uniformes | Uniformes |
| --------- | --------- |
|           |           |

| TBA de 2018, 00:00 |  | vs. |  |             |  |
|                    |  |     |  | Árbitro(s): |  |

| Uniformes | Uniformes |
| --------- | --------- |
|           |           |

| TBA de 2018, 00:00 |  | vs. |  |             |  |
|                    |  |     |  | Árbitro(s): |  |

| Uniformes | Uniformes |
| --------- | --------- |
|           |           |

| TBA de 2018, 00:00 |  | vs. |  |             |  |
|                    |  |     |  | Árbitro(s): |  |

| Uniformes | Uniformes |
| --------- | --------- |
|           |           |

#### Fecha 20
| TBA de 2018, 00:00 |  | vs. |  |             |  |
|                    |  |     |  | Árbitro(s): |  |

| Uniformes | Uniformes |
| --------- | --------- |
|           |           |

| TBA de 2018, 00:00 |  | vs. |  |             |  |
|                    |  |     |  | Árbitro(s): |  |

| Uniformes | Uniformes |
| --------- | --------- |
|           |           |

| TBA de 2018, 00:00 |  | vs. |  |             |  |
|                    |  |     |  | Árbitro(s): |  |

| Uniformes | Uniformes |
| --------- | --------- |
|           |           |

| TBA de 2018, 00:00 |  | vs. |  |             |  |
|                    |  |     |  | Árbitro(s): |  |

| Uniformes | Uniformes |
| --------- | --------- |
|           |           |

| TBA de 2018, 00:00 |  | vs. |  |             |  |
|                    |  |     |  | Árbitro(s): |  |

| Uniformes | Uniformes |
| --------- | --------- |
|           |           |

| TBA de 2018, 00:00 |  | vs. |  |             |  |
|                    |  |     |  | Árbitro(s): |  |

| Uniformes | Uniformes |
| --------- | --------- |
|           |           |

| TBA de 2018, 00:00 |  | vs. |  |             |  |
|                    |  |     |  | Árbitro(s): |  |

| Uniformes | Uniformes |
| --------- | --------- |
|           |           |

#### Fecha 21
| TBA de 2018, 00:00 |  | vs. |  |             |  |
|                    |  |     |  | Árbitro(s): |  |

| Uniformes | Uniformes |
| --------- | --------- |
|           |           |

| TBA de 2018, 00:00 |  | vs. |  |             |  |
|                    |  |     |  | Árbitro(s): |  |

| Uniformes | Uniformes |
| --------- | --------- |
|           |           |

| TBA de 2018, 00:00 |  | vs. |  |             |  |
|                    |  |     |  | Árbitro(s): |  |

| Uniformes | Uniformes |
| --------- | --------- |
|           |           |

| TBA de 2018, 00:00 |  | vs. |  |             |  |
|                    |  |     |  | Árbitro(s): |  |

| Uniformes | Uniformes |
| --------- | --------- |
|           |           |

| TBA de 2018, 00:00 |  | vs. |  |             |  |
|                    |  |     |  | Árbitro(s): |  |

| Uniformes | Uniformes |
| --------- | --------- |
|           |           |

| TBA de 2018, 00:00 |  | vs. |  |             |  |
|                    |  |     |  | Árbitro(s): |  |

| Uniformes | Uniformes |
| --------- | --------- |
|           |           |

| TBA de 2018, 00:00 |  | vs. |  |             |  |
|                    |  |     |  | Árbitro(s): |  |

| Uniformes | Uniformes |
| --------- | --------- |
|           |           |

#### Fecha 22
| TBA de 2018, 00:00 |  | vs. |  |             |  |
|                    |  |     |  | Árbitro(s): |  |

| Uniformes | Uniformes |
| --------- | --------- |
|           |           |

| TBA de 2018, 00:00 |  | vs. |  |             |  |
|                    |  |     |  | Árbitro(s): |  |

| Uniformes | Uniformes |
| --------- | --------- |
|           |           |

| TBA de 2018, 00:00 |  | vs. |  |             |  |
|                    |  |     |  | Árbitro(s): |  |

| Uniformes | Uniformes |
| --------- | --------- |
|           |           |

| TBA de 2018, 00:00 |  | vs. |  |             |  |
|                    |  |     |  | Árbitro(s): |  |

| Uniformes | Uniformes |
| --------- | --------- |
|           |           |

| TBA de 2018, 00:00 |  | vs. |  |             |  |
|                    |  |     |  | Árbitro(s): |  |

| Uniformes | Uniformes |
| --------- | --------- |
|           |           |

| TBA de 2018, 00:00 |  | vs. |  |             |  |
|                    |  |     |  | Árbitro(s): |  |

| Uniformes | Uniformes |
| --------- | --------- |
|           |           |

| TBA de 2018, 00:00 |  | vs. |  |             |  |
|                    |  |     |  | Árbitro(s): |  |

| Uniformes | Uniformes |
| --------- | --------- |
|           |           |

#### Fecha 23
| TBA de 2018, 00:00 |  | vs. |  |             |  |
|                    |  |     |  | Árbitro(s): |  |

| Uniformes | Uniformes |
| --------- | --------- |
|           |           |

| TBA de 2018, 00:00 |  | vs. |  |             |  |
|                    |  |     |  | Árbitro(s): |  |

| Uniformes | Uniformes |
| --------- | --------- |
|           |           |

| TBA de 2018, 00:00 |  | vs. |  |             |  |
|                    |  |     |  | Árbitro(s): |  |

| Uniformes | Uniformes |
| --------- | --------- |
|           |           |

| TBA de 2018, 00:00 |  | vs. |  |             |  |
|                    |  |     |  | Árbitro(s): |  |

| Uniformes | Uniformes |
| --------- | --------- |
|           |           |

| TBA de 2018, 00:00 |  | vs. |  |             |  |
|                    |  |     |  | Árbitro(s): |  |

| Uniformes | Uniformes |
| --------- | --------- |
|           |           |

| TBA de 2018, 00:00 |  | vs. |  |             |  |
|                    |  |     |  | Árbitro(s): |  |

| Uniformes | Uniformes |
| --------- | --------- |
|           |           |

| TBA de 2018, 00:00 |  | vs. |  |             |  |
|                    |  |     |  | Árbitro(s): |  |

| Uniformes | Uniformes |
| --------- | --------- |
|           |           |

#### Fecha 24
| TBA de 2018, 00:00 |  | vs. |  |             |  |
|                    |  |     |  | Árbitro(s): |  |

| Uniformes | Uniformes |
| --------- | --------- |
|           |           |

| TBA de 2018, 00:00 |  | vs. |  |             |  |
|                    |  |     |  | Árbitro(s): |  |

| Uniformes | Uniformes |
| --------- | --------- |
|           |           |

| TBA de 2018, 00:00 |  | vs. |  |             |  |
|                    |  |     |  | Árbitro(s): |  |

| Uniformes | Uniformes |
| --------- | --------- |
|           |           |

| TBA de 2018, 00:00 |  | vs. |  |             |  |
|                    |  |     |  | Árbitro(s): |  |

| Uniformes | Uniformes |
| --------- | --------- |
|           |           |

| TBA de 2018, 00:00 |  | vs. |  |             |  |
|                    |  |     |  | Árbitro(s): |  |

| Uniformes | Uniformes |
| --------- | --------- |
|           |           |

| TBA de 2018, 00:00 |  | vs. |  |             |  |
|                    |  |     |  | Árbitro(s): |  |

| Uniformes | Uniformes |
| --------- | --------- |
|           |           |

| TBA de 2018, 00:00 |  | vs. |  |             |  |
|                    |  |     |  | Árbitro(s): |  |

| Uniformes | Uniformes |
| --------- | --------- |
|           |           |

#### Fecha 25
| TBA de 2018, 00:00 |  | vs. |  |             |  |
|                    |  |     |  | Árbitro(s): |  |

| Uniformes | Uniformes |
| --------- | --------- |
|           |           |

| TBA de 2018, 00:00 |  | vs. |  |             |  |
|                    |  |     |  | Árbitro(s): |  |

| Uniformes | Uniformes |
| --------- | --------- |
|           |           |

| TBA de 2018, 00:00 |  | vs. |  |             |  |
|                    |  |     |  | Árbitro(s): |  |

| Uniformes | Uniformes |
| --------- | --------- |
|           |           |

| TBA de 2018, 00:00 |  | vs. |  |             |  |
|                    |  |     |  | Árbitro(s): |  |

| Uniformes | Uniformes |
| --------- | --------- |
|           |           |

| TBA de 2018, 00:00 |  | vs. |  |             |  |
|                    |  |     |  | Árbitro(s): |  |

| Uniformes | Uniformes |
| --------- | --------- |
|           |           |

| TBA de 2018, 00:00 |  | vs. |  |             |  |
|                    |  |     |  | Árbitro(s): |  |

| Uniformes | Uniformes |
| --------- | --------- |
|           |           |

| TBA de 2018, 00:00 |  | vs. |  |             |  |
|                    |  |     |  | Árbitro(s): |  |

| Uniformes | Uniformes |
| --------- | --------- |
|           |           |

#### Fecha 26
| TBA de 2018, 00:00 |  | vs. |  |             |  |
|                    |  |     |  | Árbitro(s): |  |

| Uniformes | Uniformes |
| --------- | --------- |
|           |           |

| TBA de 2018, 00:00 |  | vs. |  |             |  |
|                    |  |     |  | Árbitro(s): |  |

| Uniformes | Uniformes |
| --------- | --------- |
|           |           |

| TBA de 2018, 00:00 |  | vs. |  |             |  |
|                    |  |     |  | Árbitro(s): |  |

| Uniformes | Uniformes |
| --------- | --------- |
|           |           |

| TBA de 2018, 00:00 |  | vs. |  |             |  |
|                    |  |     |  | Árbitro(s): |  |

| Uniformes | Uniformes |
| --------- | --------- |
|           |           |

| TBA de 2018, 00:00 |  | vs. |  |             |  |
|                    |  |     |  | Árbitro(s): |  |

| Uniformes | Uniformes |
| --------- | --------- |
|           |           |

| TBA de 2018, 00:00 |  | vs. |  |             |  |
|                    |  |     |  | Árbitro(s): |  |

| Uniformes | Uniformes |
| --------- | --------- |
|           |           |

| TBA de 2018, 00:00 |  | vs. |  |             |  |
|                    |  |     |  | Árbitro(s): |  |

| Uniformes | Uniformes |
| --------- | --------- |
|           |           |